# إيتاي البارود
إيتاي البارود، مدينة مصرية تقع في أقصى شمال مصر، وتتبع محافظة البحيرة إداريًا، والمدينة عاصمة مركز إيتاي البارود.
تقع إيتاي البارود على الطريق الزراعي بين القاهرة و الإسكندرية شمال مدينة كفر الزيات وجنوب مدينة دمنهور وتبعد عن القاهرة بمسافة 140 كم وعن الإسكندرية بمسافة 84 كم.

## تاريخ التسجيل
ذكرها أملينو وابن مماتي والزبيدي، وذكرها ابن الجيعان في القرن التاسع الهجري باسم (أتييه ومنيتها)، واسمها القبطي (ايتي Eiti) وتحولت إلى (ايتييه) في حوف رمسيس، ثم البحيرة، وأنشئ بها معمل للبارود في العصر العثماني فسميت بالتركي (ايتييه باروت) ثم برزت في تاريخ سنة 1228باسم (ايتاي البارود) وصارت مركزا للدلنجات سنة 1884 ثم سُمي مركز إيتاي البارود سنة 1896.

## السكان
بلغ عدد سكان إيتاي البارود 44,856 نسمة، منهم 21,991 ذكر و 22,865 أنثى بحسب الإحصاء الرسمي لعام 2006.